# Asmaløy
Asmaløy er en ø i Hvaler kommune i Viken fylke i Norge. Øen ligger mellem Spjærøy mod vest og Kirkøy mod øst, og har et areal på 9,1 km². Det højeste punkt er Fotvarden, 36 meter over havet.
Øen er forbundet med bro til Spjærøy, og via Hvalertunnelen til Kirkøy og kommunecenteret.
Forfatteren Johan Borgen boede på «Knatten» på Asmaløy i mange år.

## Naturområder
Den ydre, sydvestlige del af øen indgår i Ytre Hvaler nationalpark. Der ud over er der fire naturreservater på Asmaløy: Gravningen naturreservat, Kvernemyr naturreservat, Skipstadsand naturreservat og Åsebutjernet biotopvern.